# Steinbeck (Solingen)
Steinbeck ist eine Ortslage in der bergischen Großstadt Solingen. Bei Steinbeck befindet sich der nördlichste Punkt des Solinger Stadtgebietes.

## Geographie
Steinbeck liegt im Norden des Stadtteils Gräfrath, fast unmittelbar an der Stadtgrenze zu Wuppertal-Vohwinkel. Die Ortslage liegt an einem Talhang östlich der Lützowstraße und ist von dieser über eine Stichstraße zu erreichen. Nordöstlich fließt in einem kleinen Kerbtal der Steinbach, südöstlich liegen Schieten, Flockertsholz und Flockertsberg. Westlich von Steinbach liegt Grünewald mit dem Haus Grünewald. Den Ort umgibt das Naturschutzgebiet Steinbachtal mit Teufelsklippen.

## Etymologie
Beck, Becke ist eine häufige und etymologisch verwandte, aus dem Niederfränkischen stammende Bezeichnung für Bach. Steinbeck bedeutet also Steinbach. Der Name des Wohnplatzes geht aus seiner Lage am Steinbach, einem Zufluss der Wupper, zurück.

## Geschichte
Die Ortslage Steinbeck ist in der Karte von Erich Philipp Ploennies aus dem Jahre 1715 als Steinbach verzeichnet. Sie gehörte zur Honschaft Ketzberg innerhalb des Amtes Solingen. Die Topographische Aufnahme der Rheinlande von 1824 verzeichnet den Ort als Steinbek, die Preußische Uraufnahme von 1844 als Steinbach. In der Topographischen Karte des Regierungsbezirks Düsseldorf von 1871 ist die Ortslage ebenfalls als Steinbach verzeichnet.
Nach der Gründung der Mairien und späteren Bürgermeistereien Anfang des 19. Jahrhunderts gehörte die Ortschaft zur Bürgermeisterei Gräfrath.1815/16 lebten fünf Einwohner im Ort. 1830 lebten im als Gütchen bezeichneten Ort weiterhin fünf Menschen. 1832 war Steinbeck weiterhin Teil der Honschaft (Ketz-)Berg innerhalb der Bürgermeisterei Gräfrath.  Der nach der Statistik und Topographie des Regierungsbezirks Düsseldorf als Ackergütchen kategorisierte Ort besaß zu dieser Zeit ein Wohnhaus und zwei landwirtschaftliche Gebäude. Zu dieser Zeit lebten 12 Einwohner im Ort, allesamt katholischen Bekenntnisses. Die Gemeinde- und Gutbezirksstatistik der Rheinprovinz führt den Ort 1871 mit einem Wohnhaus und zwölf Einwohnern auf. Im Gemeindelexikon für die Provinz Rheinland werden 1885 ein Wohnhaus mit vier Einwohnern angegeben. 1895 besitzt der Ortsteil ein Wohnhaus mit neun Einwohnern, 1905 werden ein Wohnhaus und acht Einwohner angegeben.
Mit der Städtevereinigung zu Groß-Solingen im Jahre 1929 wurde Steinbeck ein Ortsteil Solingens.